# الاتفاقية الأنجلو-مغربية (1895)
الاتفاقية الأنجلو-مغربية الموقعة في 13 مارس 1895 هي اتفاقية تعترف فيها المملكة المتحدة بالسيادة المغربية على الأراضي الممتدة من وادي درعة إلى رأس بوجدور في الساقية الحمراء.
وتأتي هذه الاتفاقية في أعقاب احتلال الإنجليز لجزء من الصحراء ، حيث بُني مركز دار البحر التجاري في رأس جوبي من قبل دونالد ماكنزي والذي اشتراه المغرب بعد رحيل الإنجليز.